# Karl Friedrich Tröltsch
Karl Friedrich Tröltsch, auch Carl Friedrich Tröltsch (* 11. Juni 1729 in Weißenburg in Nordgau; † 27. Dezember 1804 in Erlangen), war ein deutscher Jurist und Autor.

## Leben
Tröltsch studierte Rechtswissenschaften und war danach als Rechtsgelehrter in Erlangen tätig. Obwohl er als Ratskonsulent bestimmt war, nahm er nie ein öffentliches Amt oder einen Titel an.
Karl Friedrich Tröltsch studierte die Geschichte Frankens und Brandenburgs, ließ seine gesammelten Kenntnisse und Bemerkungen jedoch nicht drucken. Er hat teilweise sogar seine eigenen Manuskripte, an welchen er über Jahren gearbeitet hatte, selbst vernichtet. Er hatte ein großes Allgemeinwissen und kannte sich mit den alten und den neuen Sprachen gut aus. Die meisten Werke veröffentlichte er anonym.
Tröltsch pflegte eine grundsätzlich wohlwollende Haltung gegenüber seinen Mitbürgern, hegte jedoch eine tief verwurzelte Furcht vor zwischenmenschlichen Kontakten und sozialen Verbindungen. Diese soziale Zurückhaltung führte dazu, dass er gesellschaftliche Anlässe konsequent mied, sich in der Öffentlichkeit kaum zeigte und weder Besuche empfing noch selbst welche machte. Über einen Zeitraum von mehr als dreißig Jahren lebte er auf diese Weise in Erlangen, wo er als der größte Sonderling und als eine Art Einsiedler galt. Die meiste Zeit verbrachte er als Bedürftiger, aber auch dies verbarg er gegenüber der Außenwelt bewusst.
Karl Friedrich Tröltsch verstarb 1804 im Alter von 75 Jahren.

## Werke
- Der fränkische Robinson, oder der Mann nach der Vorschrift der Tugend, in den Begebenheiten des Herrn von G. Ansbach 1751.
- Veränderungen des menschlichen Lebens, in dem Schicksale des Herrn M. Mit einer Vorrede von dem Nutzen der Schauspielregeln bey den Romanen. Leipzig 1753.
- Geschichte eines Kandidaten. Nürnberg 1753.
- Die Geschichte eines Kandidaten, oder die Sitten und Schicksale junger Gelehrten. Nürnberg 1753.
- Der fränkische Avanturier. Ansbach 1753.
- Vermischte Aufsätze, zum Nutzen und Vergnügen. Schwabach 1754.
- Christian von Wolf’s Schreiben über die Elektricität. Nürnberg 1755.
- Des Hrn. Baptista Labat Dominikanerordens Reisen nach Spanien und Welschland, aus dem Französ. übersetzt. Nürnberg (VIII. Theile; 1758–1762).
- Chronologischer Auszug der Geschichte von Frankreich, worinn nicht nur dieselbe vom Ursprung der Monarchie an abgehandelt, sondern auch das Merkwürdige von andern Völkerschaften erzählet wird; aus dem Französ. des Hrn. von Hainault (Hènault) übersetzt. Bamberg 1759.
- Das politische Testament vom Marquis von Belleisle, mit Anmerkungen. Bamberg 1762.
- Der aufgefangene Friedensbote. Nürnberg 1762.
- Die ersten Theile der latein. Uebersetzung von Fleury Kirchengeschichte.
- Geschichte der alten Staatsverfaßung in Frankreich, Teutschland und Italien, worinnen die ersten Gründe des Staats- Kirchen- und Lehenrechts, auch Prozesses, aus ächten Urkunden und Denkmahlen vorgetragen werden; aus dem Französ. übersetzt. Bamberg / Frankfurt / Leipzig 1763 (IV Theile).
- Die Frauenzimmerschule, oder sittliche Grundsätze zum Unterricht des schönen Geschlechts, wie sich selbiges bey allen Vorfallenheiten in der Welt auf eine bescheidene Art zu betragen habe. Frankfurt / Leipzig 1766.
- Gellerts Unterredung mit Friedrich dem zweyten. Bamberg 1766.
- Der kluge Capitalist, oder politisch und rechtlicher Unterricht, wie Gelder am sichersten zu benutzen und anzulegen. Nürnberg 1766.